# Доналд Никол
Доналд Никол (Портсмут, 4. фебруар 1923 – 25. септембар 2003) је био британски византолог.

## Биографија
Рођен је у Портсмуту, Хемпшир. Основно образовање стекао је у Школи краља Едварда VII у Шефилду и у Школи Светог Павла у Лондону. Први пут је посетио Грчку током Другог светског рата 1944-1945. године обилазећи манастир Метеоре и Јањину. Након што је завршио основне студије на Универзитету у Кембриџу, вратио се у Грчку (1949—1950) као члан Британске школе у Атини. Тада је посетио Свету Гору, проводећи Ускрс у Хиландару. Поново је посетио Метеоре. Године 1950. Никол се оженио Џоаном Мери Кемпбел са којом је имао три сина. Докторску дисертацију одбранио је 1952. године на тему средњовековне Епирске деспотовине. Убрзо је изашла и његова прва књига "Епирска деспотовина" (енг. The Despotate of Epiros). Ментор му је био Стивен Рансиман. Предавао је у Даблину од 1952. до 1964. године. На челу је катедре за савремену грчку и византијску историју, језик и књижевност на Краљевском колеџу у Лондону. На том положају се налазио до 1988. године. Био је уредник часописа Византијске и модерне грчке студије, а био је и председник Друштва за црквену историју (1975-1976, 1989-1992). Био је урпавник библиотеке Генадије (грчки: Γενναδειος Βιβλιοθηκη) у Атини. Члан је Краљевске ирске академије од 1960. године и Британске краљевске академије од 1981. године. Постао је почасни грађанин Арте 1990. године, а 1997. године награђен је почасним докторатом Универзитета у Јањини. Умро је 2003. године у Кембриџу.

## Одабрана дела
- Nicol, Donald M. (1957). The Despotate of Epiros (1. изд.). Oxford: Blackwell.
  - Nicol, Donald M. (1984) [1957]. The Despotate of Epiros 1267-1479: A Contribution to the History of Greece in the Middle Ages (2. изд.). Cambridge: Cambridge University Press.
- Nicol, Donald M. (1968). The Byzantine Family of Kantakouzenos (Cantacuzenus) ca. 1100-1460: A Genealogical and Prosopographical Study. Washington: Dumbarton Oaks Center for Byzantine Studies.
- Nicol, Donald M. (1972). Byzantium: Its Ecclesiastical History and Relations with the Western World: Collected Studies. London: Variorum.
- Nicol, Donald M. (1975). Meteora: The Rock Monasteries of Thessaly. London: Variorum.
- Nicol, Donald M. (1972). The Last Centuries of Byzantium, 1261-1453 (1. изд.). London: Rupert Hart-Davis.
  - Nicol, Donald M. (1993) [1972]. The Last Centuries of Byzantium, 1261-1453 (2. изд.). Cambridge: Cambridge University Press.
- Nicol, Donald M. (1979). The End of the Byzantine Empire. New York: Holmes & Meier Publishers.
- Nicol, Donald M. (1979). Church and Society in the Last Centuries of Byzantium. Cambridge: Cambridge University Press.
- Nicol, Donald M. (1988). Byzantium and Venice: A Study in Diplomatic and Cultural Relations (1. изд.). Cambridge: Cambridge University Press.
  - Nicol, Donald M. (1992) [1988]. Byzantium and Venice: A Study in Diplomatic and Cultural Relations (2. изд.). Cambridge: Cambridge University Press.
- Nicol, Donald M. (1990). Joannes Gennadios, the Man: A Biographical Sketch. Athens: American School of Classical Studies.
- Nicol, Donald M. (1991). A Biographical Dictionary of the Byzantine Empire. London: Seaby.
- Nicol, Donald M. (1992). The Immortal Emperor: The Life and Legend of Constantine Palaiologos, Last Emperor of the Romans (1. изд.). Cambridge: Cambridge University Press.
  - Nicol, Donald M. (2002) [1992]. The Immortal Emperor: The Life and Legend of Constantine Palaiologos, Last Emperor of the Romans (2. изд.). Cambridge: Cambridge University Press.
- Nicol, Donald M. (1994). The Byzantine Lady: Ten Portraits, 1250-1500 (1. изд.). Cambridge: Cambridge University Press.
  - Nicol, Donald M. (1996) [1994]. The Byzantine Lady: Ten Portraits, 1250-1500 (2. изд.). Cambridge-New York: Cambridge University Press.
- Nicol, Donald M. (1996). The Reluctant Emperor: A Biography of John Cantacuzene, Byzantine Emperor and Monk, c. 1295-1383 (1. изд.). Cambridge: Cambridge University Press.
  - Nicol, Donald M. (2002) [1996]. The Reluctant Emperor: A Biography of John Cantacuzene, Byzantine Emperor and Monk, c. 1295-1383 (2. изд.). Cambridge: Cambridge University Press.
- Nicol, Donald M., ур. (1997). Theodore Spandounes: On the Origins of the Ottoman Emperors. Cambridge: Cambridge University Press.